# Paula Gopee-Scoon

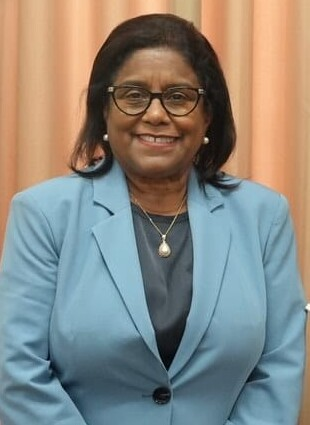
Paula Gopee-Scoon (2024)

Paula Gopee-Scoon (* 18. April 1958 in Point Fortin) ist eine trinidadische Politikerin und ehemalige Außenministerin des Landes.

## Leben
Nach dem Schulbesuch studierte sie zunächst an der University of the West Indies in Cave Hill und beendete dieses Studium mit einem Bachelor of Science (B.Sc.) in Öffentlicher Verwaltung und Recht. Anschließend absolvierte sie ein Postgraduiertenstudium an der Universität London, das sie mit einem Bachelor of Laws (LL.B.) in Arbeits- und Internationalem Öffentlichen Recht abschloss. Nach ihrer Rückkehr 1982 war sie zunächst Direktorin der Sunspot Plastics Ltd., ehe sie zwischen 1982 und 1986 Mitarbeiterin der Republic Bank war. Von 1989 bis 1990 war sie Filialleiterin der Worker’s Bank sowie anschließend bis 1996 Filialleiterin und zuletzt Stellvertretende Managerin der Kreditabteilung der Royal Bank of Trinidad and Tobago Ltd. 2002 wurde sie schließlich Direktorin von Biochem Trinidad & Tobago Ltd.
Ihre politische Laufbahn begann sie erst im November 2007, als sie bei den Wahlen zum Repräsentantenhaus als eine von elf Frauen zur Abgeordneten gewählt wurde. Gopee-Soon, die Mitglied des People’s National Movement (PNM) von Premierminister Patrick Manning ist, wurde dabei als Vertreterin des Wahlkreises Point Fortin gewählt.
Unmittelbar nach der Wahl ernannte sie Premierminister Manning am 7. November 2007 zur Außenministerin, obwohl sie über keine ministeriellen und außenpolitischen Erfahrungen verfügte.  Am 29. Februar 2008 legte sie den Entwurf eines neuen Einwanderungsgesetzes (Immigration Bill 2008) vor. In diesem Zusammenhang forderte sie vor dem Hintergrund, dass 40 Prozent der Einwohner Trinidad und Tobagos indischer Abstammung sind, ein verstärktes Lernen von Hindi.
Nachdem die Regierung Manning die Parlamentswahlen im Mai 2010 verloren hatte, folgte ihr Surujrattan Rambachan im Amt des Außenministers. 2015 wurde sie nach dem erneuten Wahlsieg des PNM von der Regierung Rowley mit dem Amt der Wirtschaftsministerin betraut.
Gopee-Scoon ist verheiratet mit dem Unternehmer Robert Scoon und hat drei Kinder.